# Rose Garden
«Rose Garden» es una canción escrita por el compositor Joe South y popularizada por la cantante de música country Lynn Anderson. La misma canción fue adaptada al español por Duncan Dhu.

## Descripción
El sencillo de Lynn Anderson fue su tercer lanzamiento para Columbia Records en 1970, tras varios años de grabación para Chart Records. 
La canción ya había sido previamente grabada por diversos intérpretes masculinos, como Freddy Weller y Dobie Gray y el grupo The Three Degrees, pero no llegó a ser un éxito hasta la versión de Anderson. 
Anderson quería grabar la canción, pero su productor (y esposo) Glenn Sutton entendía que era una "canción masculina", en parte debido a la línea "Podría prometerte cosas como anillos con grandes diamantes" (I could promise you things like big diamond rings). Finalmente se grabó el tema y se convirtió en un éxito arrollador.
Anderson ganó un premio Grammy por Mejor Artista Femenina de Country en 1971 y Joe South obtuvo dos nominaciones a los Grammy: "Mejor Canción de Country" y "Canción del Año".
El tema alcanzó el número uno en el U.S. Billboard Hot Country Singles y número 3 en el U.S. Billboard Hot 100. También fue el disco más vendido en las listas de Canadá, Australia, Nueva Zelanda, Suiza, Noruega y Finlandia. En el Reino Unido alcanzó el número 3.
Varios artistas grabarían posteriormente versiones de Rose Garden, incluyendo a Loretta Lynn, Kitty Wells, Dottie West, Carol Burnett, Jim Nabors, Glen Campbell, Andy Williams, Ray Conniff, Percy Faith, Norma Jean, Dinah Shore, Martina McBride y K. D. Lang. La primera versión en castellano fue de la cantante española Betina (1971).

## Versión de Duncan Dhu
En 1986 el compositor Diego Vasallo adaptó la canción al castellano eliminando el fondo country y proporcionándole un ritmo pop. La canción se incorporó a Canciones, el segundo álbum de la banda en la que se integraba Vasallo, Duncan Dhu, y catapultó la carrera del grupo, convirtiéndose en uno de los temas más populares de esa temporada.
La canción se lanzó como sencillo en la primavera de 1987.
El tema se incluyó también en los recopilatorios Colección 1985-1998 y 20 años de canciones (2005) así como en el concierto en directo Teatro Victoria Eugenia (1995).